# Gideon Sundbäck
Otto Fredrik Gideon Sundbäck (Jönköping, 24 aprile 1880 – Meadville, 21 giugno 1954) è stato un ingegnere svedese naturalizzato statunitense.
Viene ricordato per il suo decisivo ruolo nello sviluppo della cerniera lampo nel 1917.

## Biografia

### Infanzia e studi
Nato a Jönköping, nel sud della Svezia, Sundbäck svolse qui i suoi studi inferiori per poi trasferirsi in Germania, dove nel 1903 si laureò in ingegneria al Politecnico di Bingen am Rhein. In seguito, nel 1905, emigrò negli Stati Uniti d'America, dove iniziò a lavorare presso la Westinghouse Electric in Pennsylvania.

### L'invenzione della cerniera

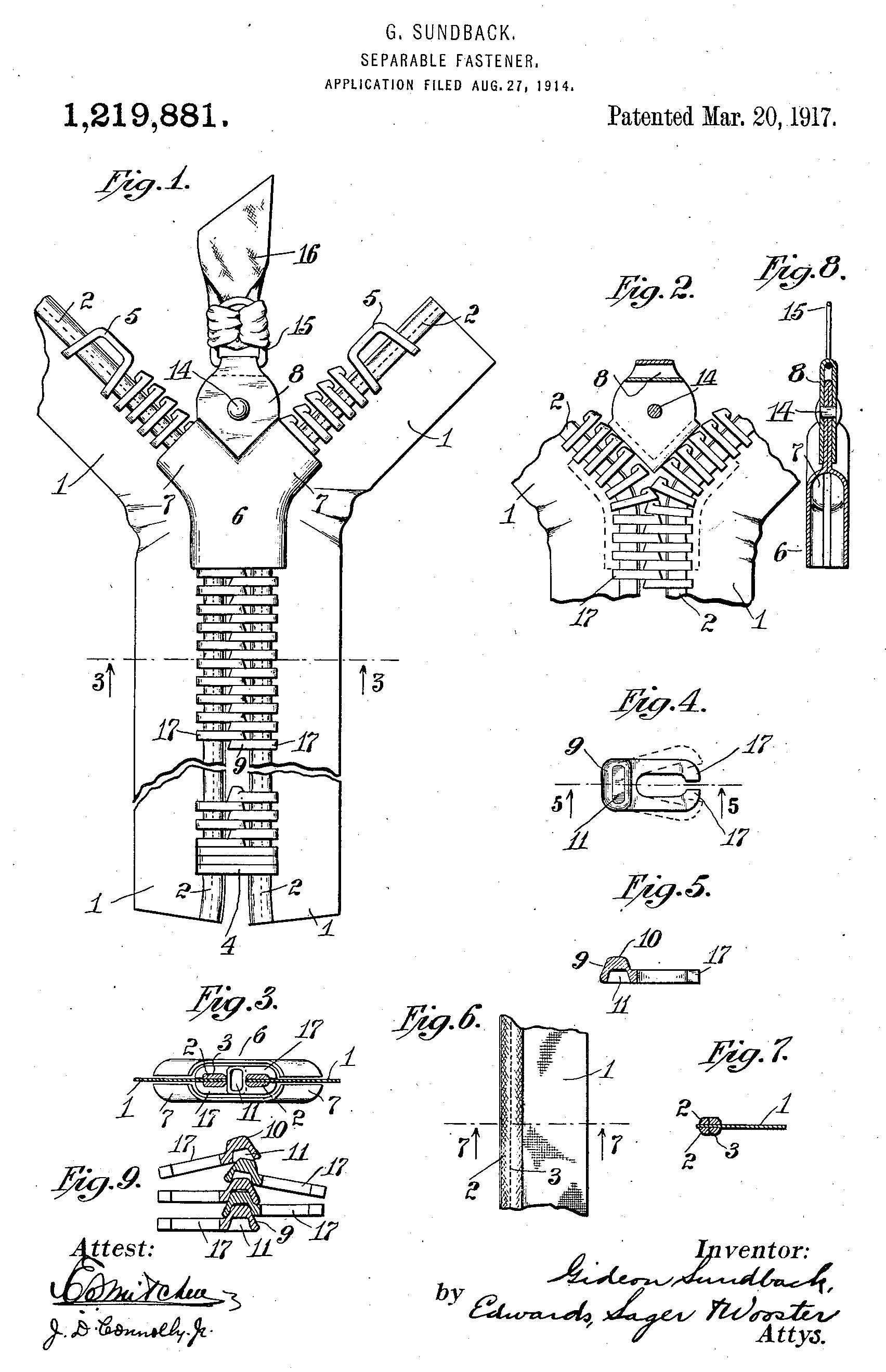
Schema originale del brevetto del "fermo separabile" (la moderna cerniera lampo) di Sundback, depositato nel 1917

Assistente tecnico elettrotecnico, nel 1906 fu assunto alla Universal Fastener Company di Hoboken, New Jersey. Le buone capacità nel disegno e il matrimonio con Elvira Aronson, figlia del responsabile progetti, condussero Sundbäck fino alla posizione di progettista capo alla Universal con il compito di migliorare la cerniera lampo sviluppata dall'ingegnere americano Whitcomb Judson. Tale modello, all'epoca in produzione, era basato su un sistema di uncini ed anelli, e tendeva a separarsi troppo facilmente. I primi tentativi di Sundbäck, anch'essi ancora basati su un sistema ad uncini, furono insoddisfacenti, in quanto continuavano a presentare lo stesso difetto del modello precedente.
Quando la moglie di Sundbäck morì, nel 1911, il marito, addolorato, si dedicò totalmente ai suoi disegni e, prima del dicembre 1913, aveva trovato una soluzione al problema della stabilità della chiusura: un sistema basato su piccoli dentelli intersecantisi anziché su uncini e ganci, per questo chiamato dal suo inventore "Hookless Fastener N° 1". Gideon Sundbäck aumentò il numero di elementi di legatura, da quattro per pollice, a dieci o undici ed ebbe l'idea di fissare la cerniera su due nastri di stoffa per semplificarne l'installazione, aumentando l'apertura per i denti guidati del cursore unico. 
Nel 1914 Sundbäck migliorò la sua invenzione in un nuovo modello, chiamato "Hookless N° 2", che era di fatto il prototipo completo della moderna cerniera lampo. In questa nuova versione, la parte terminale di ciascun dentello aveva una fossetta all'estremità inferiore ed una piccola punta conica all'estremità superiore; tali elementi, in dentelli opposti, si intersecavano a vicenda quando le due estremità della cerniera venivano avvicinate e poste a contatto dal passaggio del cursore. Tale sistema assicurava un'ottima presa delle due estremità, permettendone una chiusura ottimale.
Il brevetto per "il fermo separabile" fu registrato nel 1917 presso l'ufficio brevetti statunitense, col numero 1219881. In quello stesso anno un sarto di New York, Simon Vary, utilizzò il nuovo congegno per una cintura con tasche data in dotazione ai marinai americani. In quell'anno vennero vendute 24.000 chiusure lampo.

### Ultimi anni
Sundbäck sviluppò anche i macchinari per la produzione industriale della sua neonata cerniera lampo e divenne presidente di una società chiamata Lightning Fastener Company, con sede in Ontario, Canada, pur continuando a risiedere negli USA e mantenendo la cittadinanza statunitense. Morì nel 1954 per un attacco di cuore nella città di Meadville, in Pennsylvania, e fu seppellito nel cimitero locale.
In seguito alla sua grande scoperta scientifica a Sundbäck venne dedicata una sartoria col suo nome nella sua città natale.

## Riconoscimenti
In vita, Sundbäck ricevette la medaglia d'oro della Reale Accademia Svedese di Scienze Ingegneristiche (Kungliga Ingenjörsvetenskapsakademien) nel 1951. Dopo la sua morte, in riconoscimento dei suoi meriti come inventore, fu incluso nella National Inventors Hall of Fame statunitense.